# Mastacembelus
Genre
Mastacembelus est un genre de poissons d'eau douce de la famille des Mastacembelidae. Toutes les espèces ci-dessous se rencontre en Afrique et en Asie. Leur taille varie d'une dizaine de centimètres à un mètre ou plus pour les plus grands spécimens.

## Liste d'espèces
Selon FishBase (15 octobre 2014):
- Mastacembelus alboguttatus Boulenger, 1893
- Mastacembelus albomaculatus Poll, 1953
- Mastacembelus ansorgii Boulenger, 1905
- Mastacembelus apectoralis Brown, Britz, Bills, Rüber & Day, 2011
- Mastacembelus armatus (Lacepède, 1800)
- Mastacembelus aviceps Roberts & Stewart, 1976
- Mastacembelus brachyrhinus Boulenger, 1899
- Mastacembelus brichardi (Poll, 1958)
- Mastacembelus catchpolei Fowler, 1936
- Mastacembelus congicus Boulenger, 1896
- Mastacembelus crassus Roberts & Stewart, 1976
- Mastacembelus cryptacanthus Günther, 1867
- Mastacembelus cunningtoni Boulenger, 1906
- Mastacembelus dayi Boulenger, 1912
- Mastacembelus decorsei Pellegrin, 1919
- Mastacembelus dienbienensis Nguyen & Nguyen, 2005
- Mastacembelus ellipsifer Boulenger, 1899
- Mastacembelus erythrotaenia Bleeker, 1850
- Mastacembelus favus Hora, 1924
- Mastacembelus flavidus Matthes, 1962
- Mastacembelus frenatus Boulenger, 1901
- Mastacembelus greshoffi Boulenger, 1901
- Mastacembelus kakrimensis Vreven & Teugels, 2005
- Mastacembelus latens Roberts & Stewart, 1976
- Mastacembelus liberiensis Boulenger, 1898
- Mastacembelus loennbergii Boulenger, 1898
- Mastacembelus marchei Sauvage, 1879
- Mastacembelus mastacembelus (Banks & Solander, 1794)
- Mastacembelus micropectus Matthes, 1962
- Mastacembelus moorii Boulenger, 1898
- Mastacembelus niger Sauvage, 1879
- Mastacembelus nigromarginatus Boulenger, 1898
- Mastacembelus notophthalmus Roberts, 1989
- Mastacembelus oatesii Boulenger, 1893
- Mastacembelus ophidium Günther, 1894
- Mastacembelus pantherinus Britz, 2007
- Mastacembelus paucispinis Boulenger, 1899
- Mastacembelus plagiostomus Matthes, 1962
- Mastacembelus platysoma Poll & Matthes, 1962
- Mastacembelus polli Vreven, 2005
- Mastacembelus praensis (Travers, 1992)
- Mastacembelus reygeli Vreven & Snoeks, 2009
- Mastacembelus robertsi (Vreven & Teugels, 1996)
- Mastacembelus sanagali Thys van den Audenaerde, 1972
- Mastacembelus seiteri Thys van den Audenaerde, 1972
- Mastacembelus sexdecimspinus (Roberts & Travers, 1986)
- Mastacembelus shiloangoensis (Vreven, 2004)
- Mastacembelus shiranus Günther, 1896
- Mastacembelus simbi Vreven & Stiassny, 2009
- Mastacembelus strigiventus Zhou & Yang, 2011
- Mastacembelus taiaensis (Travers, 1992)
- Mastacembelus tanganicae Günther, 1894
- Mastacembelus thacbaensis Nguyen & Nguyen, 2005
- Mastacembelus tinwini Britz, 2007
- Mastacembelus traversi (Vreven & Teugels, 1997)
- Mastacembelus triolobus Zhou & Yang, 2011
- Mastacembelus trispinosus Steindachner, 1911
- Mastacembelus undulatus (McClelland, 1844)
- Mastacembelus unicolor Cuvier, 1832
- Mastacembelus vanderwaali Skelton, 1976
- Mastacembelus zebratus Matthes, 1962

## Galerie

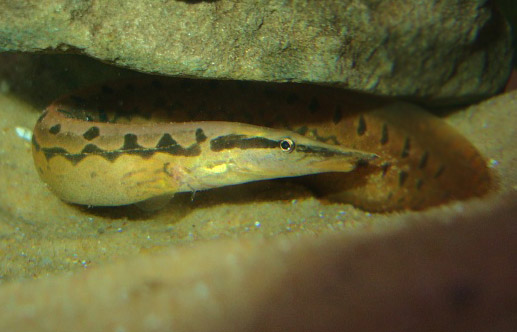
Mastacembelus armatus
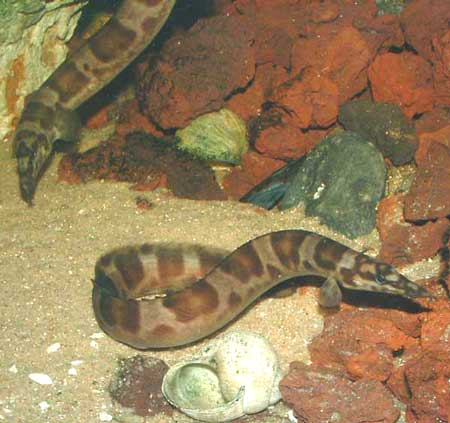
Mastacembelus ellipsifer
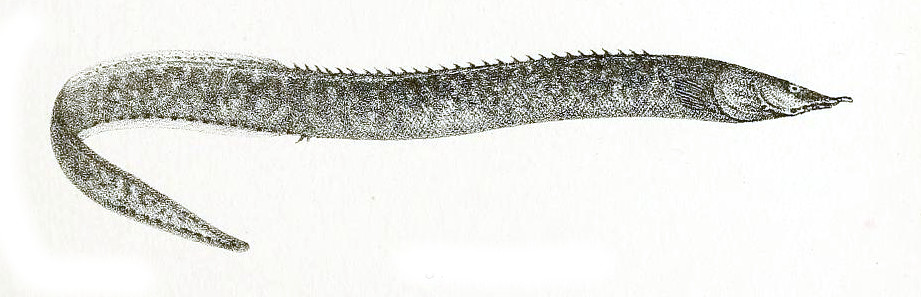
Mastacembelus loennbergii
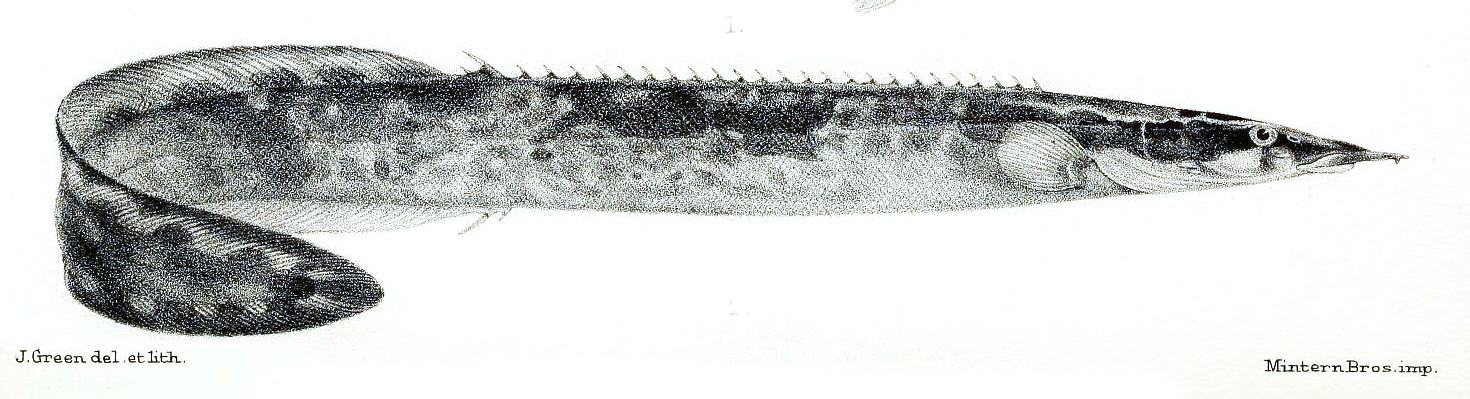
Mastacembelus sclateri - (actuellement[3] Mastacembelus marchei)
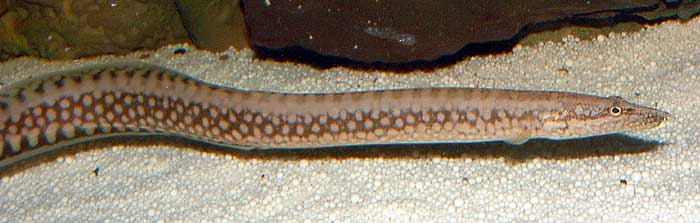
Mastacembelus moorii
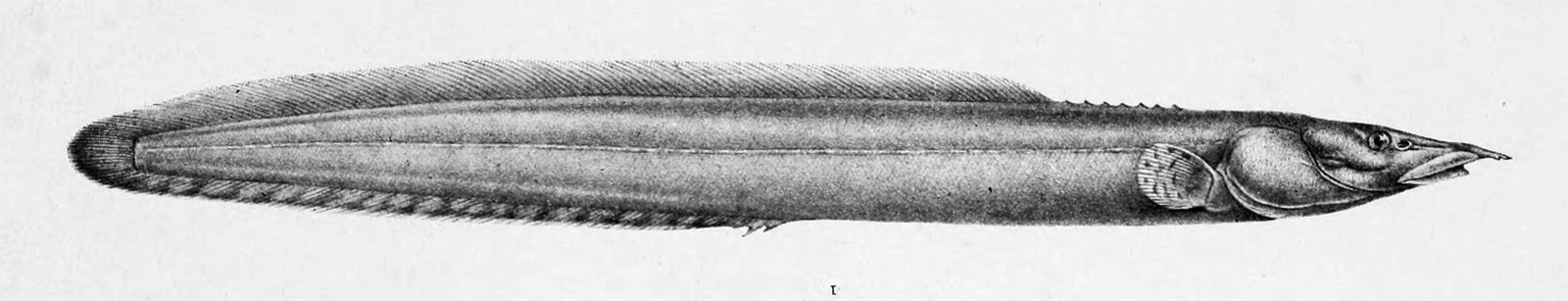
Mastacembelus paucispinis
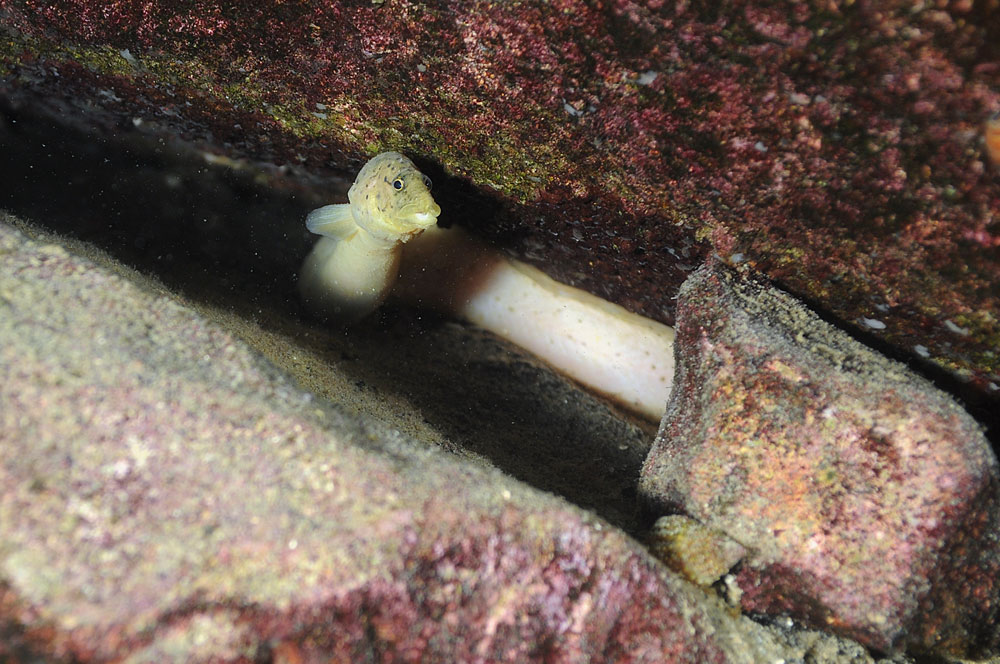
Mastacembelus flavidus